# Фурії

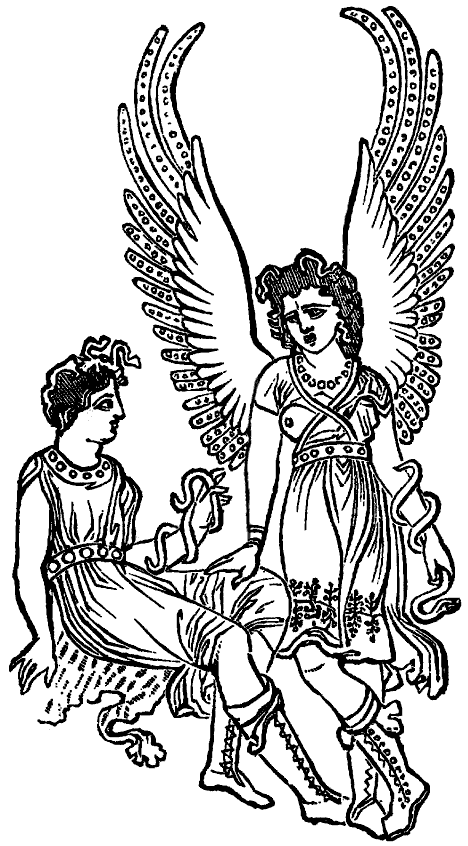
Дві фурії

Фу́рії (латинська Furiae, дос. «люті» від лат. furire, дос. «лютувати») — римські богині помсти та мук совісті, що карають людей за гріхи, перш за все за вбивство родичів. Еринії — мешканці підземного царства. Вони вважалися дітьми перших хтонічних божеств — Землі або ж Ночі. Фурії — мали жахливу зовнішність, замість волосся в них змії, в руках вони тримають батоги та смолоскипи. Ототожнювалися з ериніями. Також римляни досить часто ототожнювали фурій з іншими божествами підземного царства — семнами («святими») та евменідами («благомислячі»), котрі однак були богинями родючості.